# 1766 Slipher
Az 1766 Slipher (ideiglenes jelöléssel 1962 RF) a Naprendszer kisbolygóövében található aszteroida. Az Indianai Egyetem fedezte fel 1962. szeptember 7-én.